# Teresópolis
Teresópolis è un comune del Brasile nello Stato di Rio de Janeiro, parte della mesoregione Metropolitana di Rio de Janeiro e della microregione di Serrana.

## Storia
Nel secolo XVI, prima dell'arrivo dei portoghesi nella regione dove Teresópolis si localizza oggigiorno, era abitata dagli indios. Nei secoli seguenti, i portoghesi hanno cominciato a comprare delle terre. La regione è stata occupata anche da un quilombo, formato da schiavi africani fuggiti dalle piantagione di canna da zucchero vicino a Rio de Janeiro.
Nel 1821, il cittadino britannico George March (nato ed educato in Portogallo) ci ha stabilito una fattoria, che è diventata il borgo più importante tra la corte in Rio de Janeiro e la regione di Gerais (oggigiorno, lo Stato di Minas Gerais). Questa situazione ha permesso un gran sviluppo dell'agricoltura.
La famiglia imperiale brasiliana era molto affascinata per la bellezza naturale ed il clima della regione, che si è sviluppata lentamente fino a 1855, quando la colonia è diventata un villaggio ed è stata nominata Freguesia de Santo Antonio de Paquequer.
Lo sviluppo posteriore del villaggio è dovuto ai commercianti che viaggiavano da Minas Gerais verso a Rio de Janeiro, e utilizzavano la regione come fermata per riposo. Finalmente, nel 6 luglio del 1891 il villaggio è diventato una città che è stata nominata Teresópolis, un omaggio all'imperatrice Teresa Cristina, sposa dell'imperatore Pietro II del Brasile.

## Geografia fisica

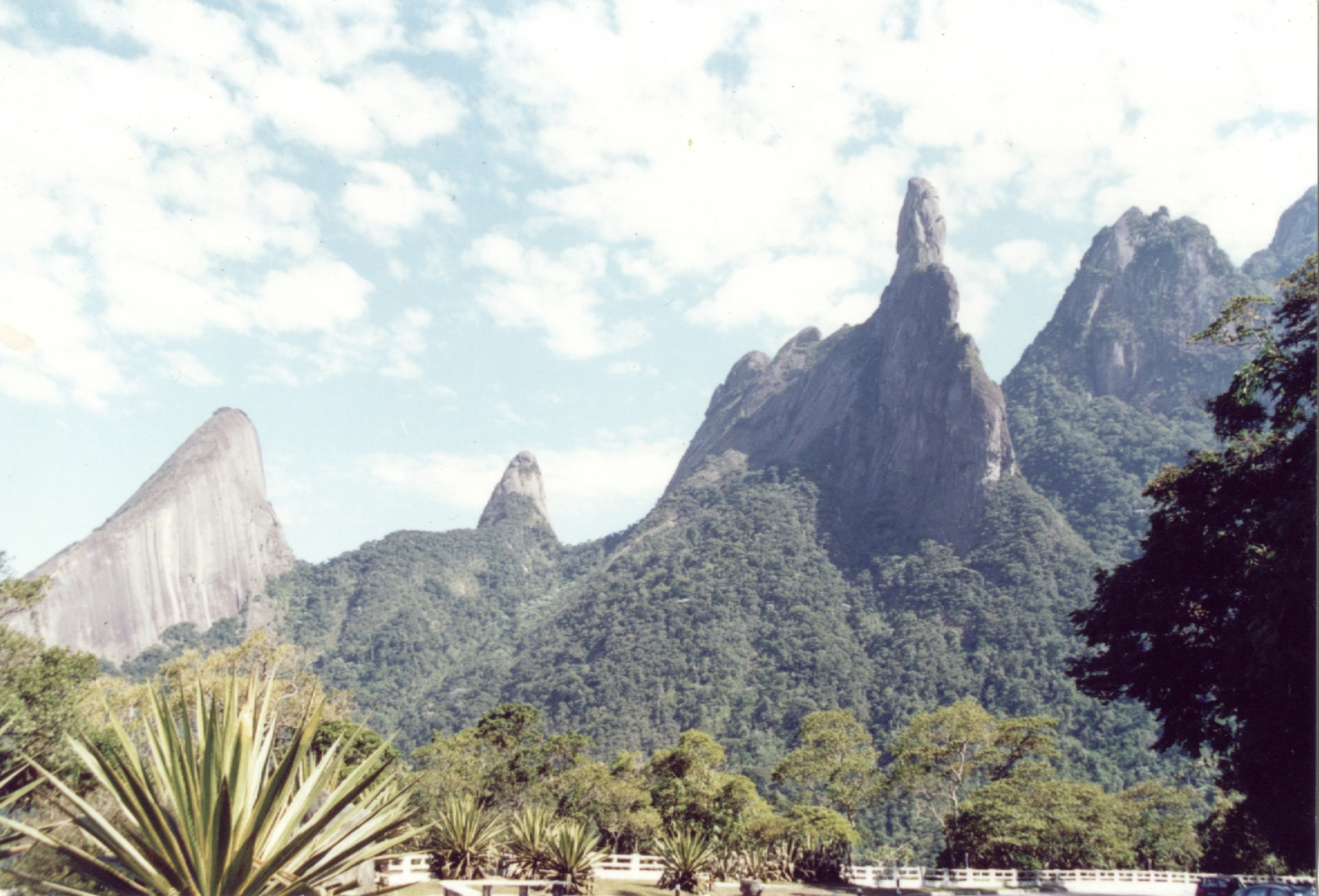
Il Dedo de Deus

Comprende il Parco Nazionale di Serra dos Órgãos, la cui vegetazione appartiene alla foresta atlantica. La città è circondata da foreste e montagne famose, per cui è conosciuta come la capitale nazionale dell'alpinismo. Le montagne più famose sono:
- Pedra do Sino (2.263 m)
- Pedra do Açu (2.230 m)
- Agulha do Diabo (2.020 m)
- Nariz do Frade (1.919 m)
- Dedo de Deus (1.651 m)
- Pedra da Ermitage (1.485 m)
- Dedo de Nossa Senhora (1.320 m)

Tra queste montagne, la più famosa è il Dedo de Deus (il “Dito di Dio”).
Il clima di Teresópolis è classificato come subtropicale umido, con delle estati amene ed umide, così come inverni freddi e secchi.

## Tragedia

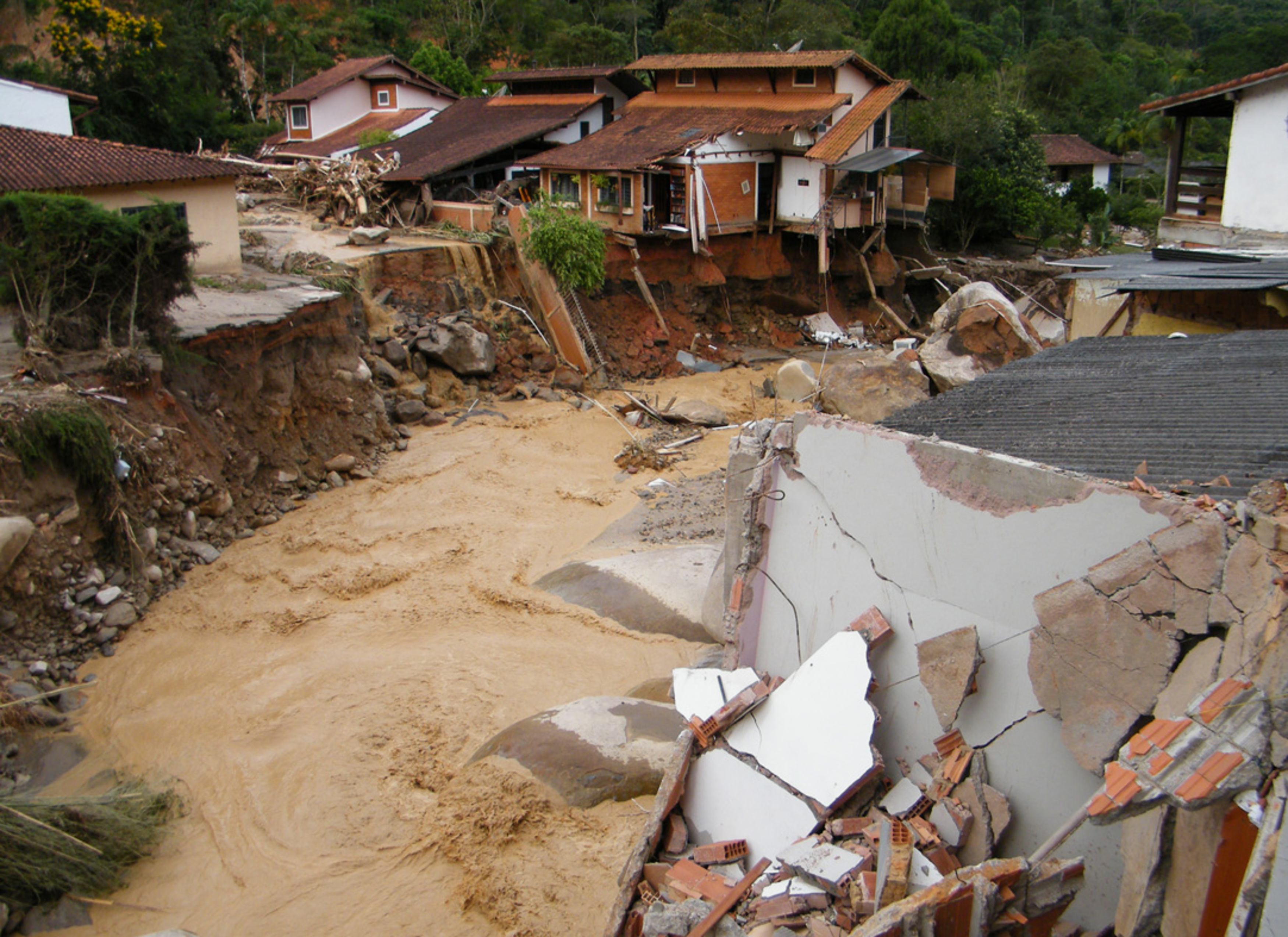
Teresópolis durante l’alluvione del Brasile del 2011, che ha causato la morte di 382 persone alla città e per lo meno 610 in totale.

La crescita senza controllo di Teresópolis ed altre città della regione montagnosa vicino a Rio de Janeiro ha provocato la costruzione di un gran numero di case su terreni ripidi o sulle rive dei fiumi. Questa situazione, insieme con una pioggia che in 24 ore ha ecceduto quella che era prevista per tutto il mese, ha provocato una serie d'inondazioni e smottamenti nel 2011. Un numero di 382 persone sono morte e migliaia hanno perso le loro case nell'evento, che è stato considerato la peggiore tragedia relazionata al clima nella storia brasiliana.